# Paul Duchaine
Paul Duchaine, docteur en droit, avocat, fut conseiller au Conseil des Mines. Il est né à Bruxelles le 21 juillet 1872 et mort à Saint-Gilles-lez-Bruxelles le 15 juin 1952.
Il fut également président du Touring Club de Belgique et président de l'Union de la Presse périodique belge.

## Biographie
Son œuvre, outre des publications strictement juridiques, consiste surtout en contributions concernant le tourisme ; elle  été remarquée et fut honorée en 1925 du prix Peters-Bartsoen.
Il épouse Jeanne Le Bon (1877-1956), petite fille de Thomas Braun Sr.
Mais c'est surtout son livre La Franc-maçonnerie belge au XVIIIe siècle, publié en 1911, et qui complète celui d'Adolphe Cordier que l'on retient de lui et qui est souvent cité.

## Principales publications
- Du droit d'intervention des peuples les uns chez les autres. L'Arbitrage international, 1897.
- La Question des Trusts, 1900.
- Les Associations de producteurs : trusts, cartels et syndicats, 1903.
- Les Incompatibilités professionnelles. Discours de rentrée du Jeune Barreau, 1905.
- Du droit maritime. Du droit industriel, 1906.
- La Franc-maçonnerie belge au XVIIIe siècle, 1911.